# Robert Carlsen
Robert Carlsen (* 13. Februar 1879 in Ranten, Kreis Lötzen; † 7. März 1959 in Hamburg) war ein deutscher Generalleutnant der Luftwaffe im Zweiten Weltkrieg sowie Landwirt und Politiker (DNVP).

## Leben
Nach dem Besuch der Gymnasien in Lötzen und Rastenburg trat Carlsen am 16. Oktober 1897 als Fahnenjunker beim Danziger Infanterie-Regiment Nr. 128 in die Preußische Armee ein. Er wurde 1898 zum Fähnrich und 1899 zum Leutnant befördert. Von 1905 bis 1908 absolvierte er ein technisches Studium auf der Militärtechnischen Akademie und der Technischen Hochschule Charlottenburg. Zuletzt machte er eine Studienreise nach England. 1909 wurde er als Oberleutnant zur Kriegsakademie kommandiert, wo er seine Studien bis 1912 fortsetzte. Im Anschluss machte er einen vierteljährlichen Studienaufenthalt in Frankreich und bestand das Dolmetscherexamen in englischer und französischer Sprache. Im April 1913 wurde er zum Großen Generalstab kommandiert und im Oktober des gleichen Jahres wurde er zum Hauptmann befördert.
Kurz nach dem Ausbruch des Ersten Weltkrieges wurde Carlsen endgültig in den Großen Generalstab versetzt und diente zunächst als Adjutant der Militär-Eisenbahn-Direktion 1. Im Dezember 1914 erfolgte seine Versetzung als Referent in den Stab des Chefs des Feldeisenbahnwesens bei der Obersten Heeresleitung. Im Dezember 1915 wurde er Erster Generalstabsoffizier der 14. Reserve-Division, im September 1916 dann Erster Generalstabsoffizier der 213. Infanterie-Division. Seit Februar 1917 war er Feldeisenbahn-Chef der Heeresgruppe Deutscher Kronprinz. Danach übte er eine Tätigkeit als Lehrer an der Generalstabsschule in Sedan aus. Im März 1918 erfolgte die Beförderung zum Major und die Ernennung zum Ersten Generalstabsoffizier der 10. Reserve-Division. Ein halbes Jahr später übernahm er im Großen Generalstab die Funktion als Chef des Feldeisenbahnwesens. Während des Krieges wurde Carlsen mit dem Eisernen Kreuz II. und I. Klasse ausgezeichnet. Nach dem Kriegsende erfolgte seine Kommandierung in den Generalstab des Armeeoberkommandos Nord des Grenzschutz Ost, in dem er Wilhelm Heye als Chef des Stabes ablöste. Am 12. August 1919 schied er auf eigenen Wunsch hin aus der Armee aus.
Carlsen arbeitete in den folgenden Jahren als Landwirt und war seit Dezember 1919 Rittergutspächter des Gutes Taberlack im Kreis Angerburg. Zuvor noch hatte er sich der DNVP angeschlossen, für die er von 1925 bis 1933 dem Angerburger Kreistag und von 1932 bis 1933 dem Preußischen Landtag angehörte. Seit Februar 1931 war er Landesverbandsführer der DNVP in Ostpreußen. Darüber hinaus betätigte er sich im Heimatbund Ostpreußen und war Mitglied des Stahlhelms.
Carlsen wurde am 20. Juni 1934 als Luftwaffenoffizier reaktiviert und im November des gleichen Jahres als Oberstleutnant zum Ersten Generalstabsoffizier und Quartiermeister beim Luftkreis-Kommando I ernannt. Im Juli 1937 erfolgte seine Ernennung zum Kommandeur der Luftzeuggruppe 7. In seiner weiteren Offizierslaufbahn wurde er im Oktober 1937 zum Oberst, im Januar 1939 zum Generalmajor und im Oktober 1940 zum Generalleutnant befördert. Am 30. November 1942 wurde er aus der Wehrmacht entlassen, 1943 und 1945 aber jeweils kurzzeitig reaktiviert und als Industrieberater für die Luftwaffe eingesetzt. Während seiner militärischen Laufbahn wurde er mit den Wehrmacht-Dienstauszeichnungen I. bis IV. Klasse ausgezeichnet.